# Championnat d'Italie de rugby à XV 2017-2018
Navigation
Eccellenza 2016-2017 Top 12 2018-2019
Le Championnat d'Italie de rugby à XV 2017-2018 ou Campionato Nazionale Eccellenza 2017-2018 oppose les dix meilleures équipes italiennes de rugby à XV. Le championnat débute le 23 septembre 2017 et se termine par une finale prévue le 19 mai 2018. Il se déroule en deux temps : une première phase dite régulière en match aller-retour où toutes les équipes se rencontrent deux fois et une phase finale en deux tours. Le premier de la phase régulière rencontre le quatrième et le deuxième rencontre le troisième en match aller-retour lors des demi-finales, puis la finale entre les deux vainqueurs de ces demi-finales. À la suite du passage à 12 équipes pour la saison 2018-2019, aucune équipe est reléguée en Série A.
Le Petrarca Padoue remporte le championnat.

## Liste des équipes en compétition
Le Rugby Club I Medicei, vainqueur de la Série A1, est promu et remplace le club de Rugby Lyons relégué en deuxième division. 
| Calvisano Firenze Lazio Rome Mogliano Padoue San Donà Reggio d'Émilie Rovigo Fiamme Oro Viadana |

| Équipe               | Stade                                                   | Capacité | Ville           |
| -------------------- | ------------------------------------------------------- | -------- | --------------- |
| Calvisano            | Stade communal San Michele                              | 3 500    | Calvisano       |
| Fiamme Oro Roma      | Centro Sportivo della Polizia di Stato di Ponte Galeria | 1 348    | Rome            |
| Reggio Emilia        | Stade Mirabello                                         | 4 500    | Reggio d'Émilie |
| Rugby Club I Medicei | Impianto polivalente Padovani                           |          | Florence        |
| Lazio                | Centre sportif Giulio-Onesti                            | 628      | Rome            |
| Mogliano             | Stade Maurizio-Quaggia                                  | 786      | Mogliano Veneto |
| Petrarca Padoue      | Stadio Plebiscito                                       | 9 600    | Padoue          |
| Rovigo               | Stade Mario-Battaglini                                  | 5 500    | Rovigo          |
| San Donà             | Stade Romolo-Pacifici                                   | 1 500    | San Donà        |
| Rugby Viadana        | Stade Luigi-Zaffanella                                  | 6 000    | Viadana         |

## Résumé des résultats

### Classement de la phase régulière
| Rang | Club                | J  | V  | N | D  | Bo | Bd | Pm  | Pe  | Diff | Pts |
| ---- | ------------------- | -- | -- | - | -- | -- | -- | --- | --- | ---- | --- |
| 1    | Petrarca Padoue     | 18 | 16 | 0 | 2  | 8  | 2  | 485 | 237 | +248 | 74  |
| 2    | Rugby Calvisano (T) | 18 | 14 | 0 | 4  | 12 | 2  | 553 | 301 | +252 | 70  |
| 3    | Rugby Rovigo        | 18 | 14 | 1 | 3  | 7  | 2  | 495 | 304 | +191 | 67  |
| 4    | Fiamme Oro          | 18 | 11 | 1 | 6  | 6  | 1  | 412 | 363 | +49  | 53  |
| 5    | San Donà            | 18 | 10 | 0 | 8  | 6  | 3  | 453 | 351 | +102 | 49  |
| 6    | Rugby Viadana       | 18 | 8  | 0 | 10 | 5  | 5  | 371 | 394 | -23  | 42  |
| 7    | Reggio              | 18 | 6  | 0 | 12 | 6  | 3  | 432 | 574 | -142 | 33  |
| 8    | I Medicei (P)       | 18 | 5  | 0 | 13 | 4  | 6  | 369 | 430 | -61  | 30  |
| 9    | SS Lazio            | 18 | 4  | 0 | 14 | 3  | 1  | 288 | 618 | -330 | 20  |
| 10   | Mogliano SSD        | 18 | 1  | 0 | 17 | 2  | 6  | 280 | 566 | -286 | 12  |

|  | Qualifiés pour les demi-finales (no 1, no 2, no 3, no 4). |
|  | T : tenant du titre 2017 • P : promu 2017                 |

Attribution des points : victoire sur tapis vert : 5, victoire : 4, match nul : 2, défaite : 0, forfait : -2 ; plus les bonus (offensif : 4 essais marqués ; défensif : défaite par 7 points d'écart ou moins).

### Phase finale
Les quatre premiers de la phase régulière sont qualifiés pour les demi-finales qui se font en matchs aller-retour. L'équipe classée première affronte celle classée quatrième alors que la seconde affronte la troisième. Les deux premières équipes ont l'avantage de recevoir lors du match retour. 
|  | Demi-finales              | Demi-finales           |                       |          | Finale         | Finale         |
|  | Demi-finales              | Demi-finales           |                       |          | Finale         | Finale         |
|  |                           |                        |                       |          |                |                |
|  | 28 avril et 5 mai 2018    | 28 avril et 5 mai 2018 |                       |          | le 19 mai 2018 | le 19 mai 2018 |
|  | 28 avril et 5 mai 2018    | 28 avril et 5 mai 2018 |                       |          | le 19 mai 2018 | le 19 mai 2018 |
|  | [4] Fiamme Oro Roma       | 27 \| 10               |                       |          | le 19 mai 2018 | le 19 mai 2018 |
|  | [4] Fiamme Oro Roma       | 27 \| 10               |                       |          | le 19 mai 2018 | le 19 mai 2018 |
|  | [1] Petrarca Rugby Padoue | 36 \| 24               |                       |          | le 19 mai 2018 | le 19 mai 2018 |
|  | [1] Petrarca Rugby Padoue | 36 \| 24               | Petrarca Rugby Padoue | 19       |                |                |
|  | 29 avril et 6 mai 2018    |                        | Petrarca Rugby Padoue | 19       |                |                |
|  |                           | Rugby Calvisano        | 11                    |          |                |                |
|  | [3] Rugby Rovigo          | Rugby Calvisano        | 11                    | 12 \| 20 |                |                |
|  | [3] Rugby Rovigo          |                        |                       | 12 \| 20 |                |                |
|  | [2] Rugby Calvisano       | 9 \| 24                |                       |          |                |                |
|  | [2] Rugby Calvisano       | 9 \| 24                |                       |          |                |                |